# Château de Saint-Thamar
Le château de Saint-Thamar est un château situé à Terrou, dans le département du Lot, en France. Ancien fief de la famille Colomb de Saint-Thamar, maîtres verriers en France au XVe siècle, fournisseurs des vitres du Palais de Versailles au XVIIe siècle.

## Localisation
Le château est situé sur le territoire de la commune de Terrou, il domine la vallée de la Bave.

## Historique
Le château de Saint-Thamar a été édifié au XVe siécle et transformé à la fin du XVIIe siècle par les Colomb, famille de maîtres verriers installés à Terrou vers 1510. Ils sont arrivés dans le Quercy en 1469. Une demeure fortifiée existait déjà sur le site depuis le XIIIe siècle.
La branche des Colomb de Saint-Thamar est devenue protestante. Thamar de Colomb, seigneur de Saint-Thamar, marié avec Françoise d'Escayrac de Malaval en 1687, s'est converti au catholicisme.
Le corps principal du bâtiment a été en grande partie reconstruit au XVIIIe siècle. 
Le château a passé la Révolution sans dégâts car François de Colomb de Saint-Thamar est apprécié et sera maire de Terrou de 1800 à 1806, puis de 1808 à 1831, et enfin de 1859 à 1870.
Jacques Félix de Colomb de Saint-Thamar meurt sans héritier en 1873. Sa sœur Marguerite Louise Françoise Adeline s'était marié en 1822 avec Balthazar Joachim de Lachièze de Briance. La famille Lachièze de Briance a hérité du château en 1873.
Jacques de Gaches de Venzac, fils de Pierre de Gaches de Venzac et de Jeanne de Lachièze de Briance (1868-1918), héritier par sa mère du château, est tué en 1918 pendant la Première Guerre mondiale. Le château, resté dans la même famille pendant cinq siècles, est vendu en 1934 aux Soulié, famille parisienne.  
Les Soulié abriteront et protégeront des familles juives durant la Seconde Guerre mondiale. 
Le château subira les exactions de la 2e division SS Das Reich qui a causé des dommages dans le château et incendié une aile sans toutefois que le feu n’endommage le reste du château sauvé des flammes par les villageois. Le village de Terrou a été une base pour le maquis de la région. Le village de Terrou est l’un des 17 villages français à avoir reçu la médaille de la Résistance.
Les Soulié ont vendu le domaine en 1956.
L'édifice est inscrit au titre des monuments historiques le 17 juin 1975.